# ماكوتو شينكاي
ماكوتو شينكاي (新海 誠 شينكاي ماكوتو)، ولد باسم ماكوتو نيتسو (新津 誠 نيتسو ماكوتو، ولد في التاسع من فبراير، 1973) وهو مخرج أفلام أنمي ياباني من محافظة ناغانو. درس شينكاي الأدب الياباني في جامعة شوؤو، وكان عضوًا في نادي الشباب الأدبي حيث كان يرسم الكتب المصورة.
نَسب شينكاي شغفه تجاه عمله إلى المانجا والأنمي والروايات التي كان مولعًا بها في المدرسة المتوسّطة. أفضل أنمي بالنسبة له هو قلعة في السماء للمخرج هاياو ميازاكي. أطلق على شينكاي لقب «ميازاكي الجديد»، لكنه وصف هذه المقارنة بـ «المبالغة»، بينما ذكر أيضا أن أعمالهما مختلفة وتستهدف جمهورًا مختلفًا.

## مسيرته

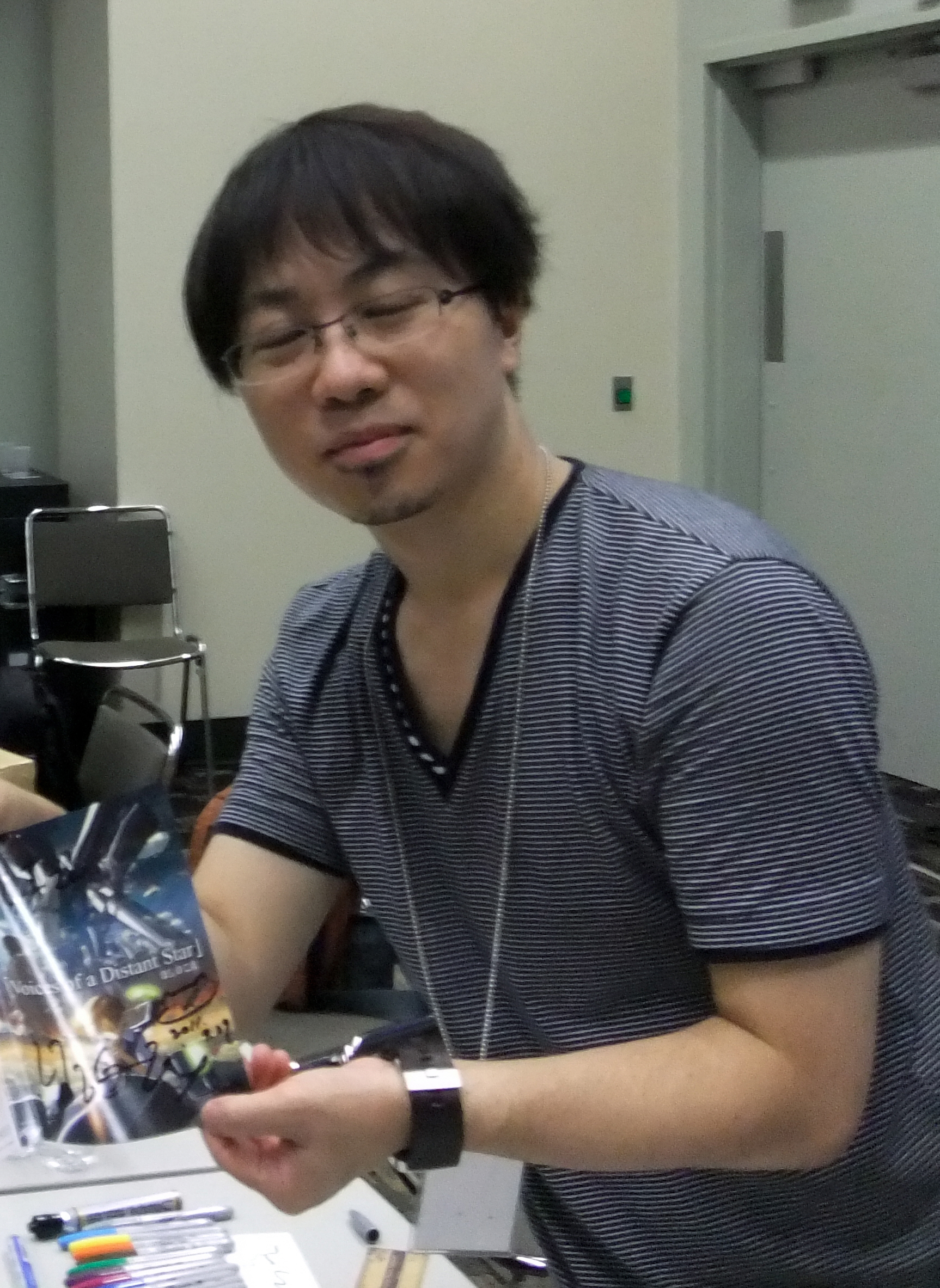
شينكاي في مؤتمر أوتاكون للأنمي عام 2011

بعد تخرجه من جامعة شوؤو في عام 1994، حصل على وظيفة في شركة نيهون فالكوم، وهي شركة ألعاب عمل لديها لخمس سنوات في صناعة مقاطع الفيديو للألعاب وتصميم الغرافيكس، بالإضافة إلى محتوى الويب. خلال تلك الفترة التقى بالموسيقي تينمون الذي تعاون معه لاحقًا على تلحين الموسيقى الخاصة بأفلامه.
في عام 1999 أعلن شينكاي عن فيلم هي وقطّتها، فيلم بالأبيض والأسود طوله خمس دقائق، حصل الفيلم على عدة جوائز، منها جائزة DoGA CG Animation Contest عام 2000. يعرض الفيلم تفاصيل حياة قطّة مع مالكتها الشابّة، من منظور القطّة نفسها.
بعد الفوز بتلك الجائزة بدأ شينكاي بالتفكير بالمتابعة وهو لا يزال يعمل في شركة فالكوم. بعدها بأشهر قليلة في يونيو 2000، ألهمته اللوحة التي رسمها لفتاة ممسكة بالهاتف داخل قمرة قيادة للبدأ بالعمل على فيلم أصوات نجم بعيد. في شهر مايو، 2001، استقال شينكاي من عمله لدى فالكوم، وبدأ عمله لإنتاج الفيلم. استغرق الفيلم 7 أشهر من الإنتاج، في مقابلة له ذكر شينكاي بأن الفيلم مستلهم من رواية دراكولا وفيلم قلعة في السماء. الجدير بالذكر أيضًا أن شينكاي بنفسه مع صديقته آنذاك ميكا شينوهارا كانا أحد مؤدّي الأصوات في الفيلم، ولكن في النسخة المحسّنة التي أنتجت على أقراص DVD أدّى أصوات الشخصيّات مؤدّي أصوات محترفين.
بعد فيلم أصوات نجم بعيد، أنتج شينكاي فيلم مدّته ساعة ونصف بعنوان المكان الموعود في أيامنا الخوالي، الذي صدر في كل أنحاء اليابان في 20 نوفمبر، 2004. تلقى الفيلم مراجعات إيجابية من النقاد. مشروع شينكاي التالي كان بعنوان خمسة سنتيمترات في الثانية، وعرضه الأول كان في 3 مارس، 2007. إحتوى الفيلم على ثلاث حلقات، الساكورا والمسافر عبر الفضاء وخمسة سنتيمترات في الثانية. كل الحلقات مجتمعة مدّتها 63 دقيقة تقريبًا. في سبتمبر، 2007 أطلقت كبرى الصحف في مدينة ناغانو مقطع دعائي من إنتاج ماكوتو شينكاي. بالإضافة إلى مشاريعه الخاصّة، قام شينكاي بالمساعدة في تحريك مقدّمات أفلام الرواية المرئية لشركة مينوري، وهي شركة متخصصة بإنتاج الروايات المرئية.
في عام 2008 قضى شينكاي وقته في لندن كاستراحة بعد انتهائه من العمل على خمسة سنتيمترات في الثانية، وعاد إلى اليابان في 2009 للبدء بمشروعه الجديد، والذي ذكر بأنه سيكون أطول فيلم له حيث وصف القصة بـ «الحيوية» وذات طابع رومانسي ومغامرات، حيث تدور حول فتاةٍ صغيرة مرحة تخوض رحلة لكي تقول «وداعًا». في نوفمبر، 2010 أعلن شينكاي بأن اسم الفيلم سيكون الأطفال الذين يلاحقون أصواتًا ضائعة، وأول عرض دعائي للفيلم كان في 9 نوفمبر نفس العام، وصدر الفيلم في 7 مايو2011.
آخر أفلامه حديقة الكلمات، والذي بدأ التخطيط له في ربيع 2012 وتم الإعلان عنه في 24 ديسمبر من نفس العام. الفيلم استغرق إنتاجه 6 أشهر، وكانت مدّته 45 دقيقة. ذكر شينكاي بأن حديقة الكلمات هي محاولته الأولى لعرض قصّة حب بالمعنى الياباني التقليدي للحب. حاز الفيلم على عدة الجوائز مثل جائزة كوبي المسرحية لعام 2013 عن فئة أفضل فيلم سينمائي، وفي مهرجان Fantasia International Film حاز الفيلم على جائزة أفضل فيلم وجائزة الجمهور، كما صُنّف كأفضل أفلام الرسوم المتحرّكة في متجر الآيتونز عام 2013، في 2014 فاز الفيلم بجائزة AniMovie للأفلام المتميزة.
صدر فيلم شينكاي الجديد Kimi no Na wa (اسمك) في 26 أغسطس، 2016. لاقى الفيلم اشادات نقدية هائلة من النقاد والذين مدحوا بشكل خاص رسومه الحيوية ومدى عمق تأثيره العاطفي، وحقق الفيلم أيضًا نجاحًا تجاريًا ضخمًا، حيث أصبح رابع أعلى الأفلام إيرادًا في اليابان وأعلى أفلام الأنمي إيرادًا حول العالم، متجاوزًا فيلم ميازاكي Spirited Away.

## أعماله

### الأفلام
- (2004): المكان الموعود في أيامنا الخوالي (雲のむこう、約束の場所، Kumo no Mukō، Yakusoku no Basho) - مخرج / كاتب / منتج / ستوري بورد / الخلفيّات / مصمم / كلمات موسيقى
- (2007): خمسة سنتيمترات في الثانية (秒速5センチメートル، Byōsoku Go Senchimētoru) - مخرج / كاتب / منتج / ستوري بورد / مسؤول الرسوم / تصميم الألوان
- (2011): الأطفال الذين يلاحقون أصواتًا ضائعة (星を追う子ども، Hoshi o Ou Kodomo) - مخرج / كاتب / منتج
- (2013): حديقة الكلمات (言の葉の庭، Kotonoha no Niwa) - مخرج / كاتب / التصوير / اختيار الألوان / مونتاج
- (2016): اسمك. (君の名は。، Kimi no na wa.) - مخرج / كاتب / اختيار الألوان
- (2019): أغير الطقس معك

### أفلام قصيرة
- (1997): عوالمٌ أخرى (遠い世界، Tooi Sekai) - مخرج / محرّك، (فيلم قصير)
- (1999): هي وقطتها (彼女と彼女の猫، Kanojo to Kanojo no Neko) - مخرج / كاتب / محرّك / المؤدّي الصوتي للقط، (فيلم قصير)
- (2002): أصوات نجم بعيد (ほしのこえ، Hoshi no Koe) - مخرج / كاتب / منتج / المؤدّي الصوتي لشخصية Noboru Terao (في النسخة الأولية)
- (2003): ابتسامة (みんなのうた「笑顔」، Minna no Uta "Egao") - مخرج، (فيديو كليب لـ هيرومي إيواساكي)
- (2007): حشد القطط (猫の集会، Neko no Shūkai) - مخرج / ستوري بورد / الخلفيّات / اختيار الألوان / التصوير، (فيلم تلفزيوني قصير عرض ضمن سلسلة Ani*Kuri15)
- (2013): نظرة شخصٍ ما (だれかのまなざし، lit. Someone's Gaze) - مخرج، (فيلم قصير)

### الإعلانات
- (2011): (ボスポラス海峡トンネル، Bosuporasu kaikyō ton'neru) - مخرج / الخلفيّات، (إعلان تجاري لـ Taisei Corporation)
- (2013): (スリランカ高速道路، Suriranka kōzokudōro) - مخرج / ستوريبورد / التصوير / مونتاج، (إعلان تجاري لـ Taisei Corporation)، والأغنية الرئيسية كانت Fight (ファイト، Faito) للمغنية Anri Kumaki
- (2014): (ベトナム・ノイバイ空港، Betonamu noibai kūkō) - مخرج / ستوريبورد /  الالتقاط (Shooting) / مونتاج، (إعلان تجاري لـ Taisei Corporation)
- (2014): (Ｚ会 「クロスロード」، Kurosu Rodo) - السيناريو / ستوريبورد / الإنتاج / الإشراف، (إعلان تجاري لـ Z-Kai)

### ألعاب الفيديو
- (2001): Bittersweet Fools - مخرج المقدّمة والعرض التشويقي
- (2002-2004): Wind: A Breath of Heart - مخرج المقدّمة والعرض التشويق / محرك رسوم على الكمبيوتر
- (2004): Haru no Ashioto - مخرج المقدّمة والعرض التشويق
- (2006): Ef: A Fairy Tale of the Two. - مخرج المقدّمة والعرض التشويق

### الأعمال الأدبية
- (1994): علقة، Slug (كتاب مصوّر)
- (2007): خمسة سنتيمترات في الثانية، 5 Centimeters per Second (رواية)

### مانغا
- (2002): خلف البرج، Beyond the Tower
- (2004): أصوات نجمٍ بعيد ، Voices from a Distant Star
- (2005 - الحاضر): المكان الموعود في أيامنا الخوالي، The Place Promised in Our Early Days
- (2011-2010): خمسة سنتيمترات في الثانية، 5 Centimeters per Second
- (2011): الأطفال الذين يلاحقون أصواتًا ضائعة، Children who Chase Lost Voices from Deep Below

### رسوم
- (2003 - 2011): أنا احلم لكي أحميكِ (きみを守るためにぼくは夢をみる، Kimi wo Mamoru Tame ni Boku wa Yume wo Miru) - رسّام

## روابط خارجيّة
- Makoto Shinkai's Website نسخة محفوظة 10 فبراير 2021 على موقع واي باك مشين. (باليابانية)
- ماكوتو شينكاي على موقع IMDb (الإنجليزية)
- ماكوتو شينكاي على موقع روتن توميتوز (الإنجليزية)
- ماكوتو شينكاي على موقع مونزينجر (الألمانية)
- ماكوتو شينكاي على موقع ألو سيني (الفرنسية)
- ماكوتو شينكاي على موقع ميوزك برينز (الإنجليزية)
- ماكوتو شينكاي على موقع أول موفي (الإنجليزية)
- ماكوتو شينكاي على موقع ديسكوغز (الإنجليزية)
- ماكوتو شينكاي على موقع قاعدة بيانات الفيلم (الإنجليزية)
- ماكوتو شينكاي على موقع كينوبويسك (الروسية)
- ماكوتو شينكاي على موقع ANN person (الإنجليزية)
- شينكاي 3487  في شبكة أخبار الأنمي